# Hemlock Grove
Hemlock Grove est une série télévisée américaine en 33 épisodes d'environ 45-59 minutes, développée par Brian McGreevy et Lee Shipman, produite par Eli Roth et diffusée entre le 19 avril 2013 et le 23 octobre 2015 sur le service de vidéo à la demande Netflix, incluant le Canada.
La série est une adaptation du roman du même nom de Brian McGreevy, également co-développeur de la série.
La série est disponible depuis le lancement de Netflix en France à partir du 15 septembre 2014 et dans les autres pays francophones européens à partir du 19 septembre 2014.

## Synopsis
Dans les bois de la petite ville d'Hemlock Grove en Pennsylvanie, près de l'aciérie abandonnée de la société Godfrey, est retrouvé le corps mutilé et sans vie d'une jeune fille. Une chasse à l'homme s'ensuit mais une question demeure sur les lèvres des policiers : « Est-ce l'œuvre d'un homme ou d'un animal ? ». Ceux qui le savent préfèrent le garder secret.
Peter Rumancek, un jeune Gitan cachant un sombre secret de famille, emménage dans la ville avec sa mère. Roman Godfrey est un garçon mystérieux, obsédé par le sang et héritier de la société de son père actuellement gérée par son horrible mère, Olivia Godfrey. Roman doit aussi faire face à de nombreux problèmes comme sa cousine, Letha, qui dit être tombée enceinte d'un ange ou encore aider sa petite sœur, Shelley, souffrant d'horribles difformités. Les deux garçons que tout oppose vont se rapprocher à la suite de ce meurtre, bien décidés à découvrir l'auteur du crime. Parallèlement, Olivia et son beau-frère Norman, tentent de cacher les étranges expériences scientifiques effectuées par le Dr Johann Pryce au sein de la société Godfrey.

## Distribution

### Personnages principaux
- Famke Janssen (VF : Juliette Degenne ; VQ : Élise Bertrand) : Olivia Godfrey
- Bill Skarsgård (VF : Paolo Domingo ; VQ : Nicholas Savard L'Herbier) : Roman Godfrey
- Landon Liboiron (VF : Alexandre Nguyen ; VQ : Kevin Houle) : Peter Rumancek
- Dougray Scott (VF : Guillaume Orsat ; VQ : François Sasseville) : Dr Norman Godfrey (saisons 1-2)
- Penelope Mitchell (VF : Marie Tirmont ; VQ : Aurélie Morgane) : Letha Godfrey (saison 1)
- Freya Tingley (VF : Cindy Lemineur ; VQ : Sarah-Jeanne Labrosse) : Christina Wendall (saison 1)
- Tiio Horn (VF : Barbara Beretta ; VQ : Ariane-Li Simard-Côté) : Destiny Rumancek (saisons 2-3, récurrente saison 1)
- Joel de la Fuente (VF : Olivier Chauvel ; VQ : Benoît Éthier) : Dr Johann Pryce (saisons 2-3, récurrent saison 1)
- Nicole Boivin (saison 1) et Madeleine Martin (saisons 2 et 3) (VF : Lisa Caruso ; VQ : Catherine Brunet) : Shelley Godfrey (saison 3, récurrente saisons 1-2)
- Camille de Pazzis (VF : Jessica Monceau) : Annie Archambeau (saison 3)

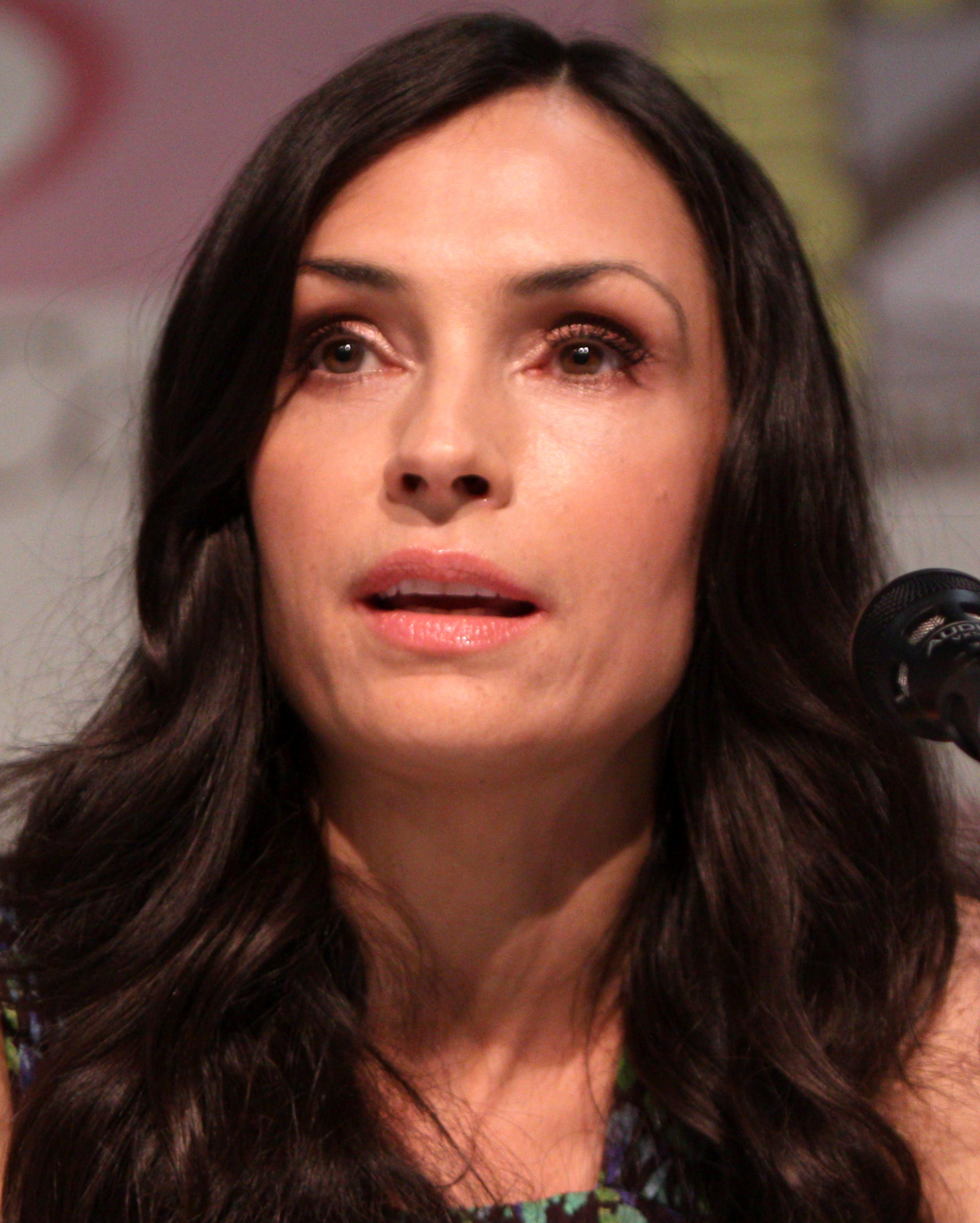
Famke Janssen interprète Olivia Godfrey.
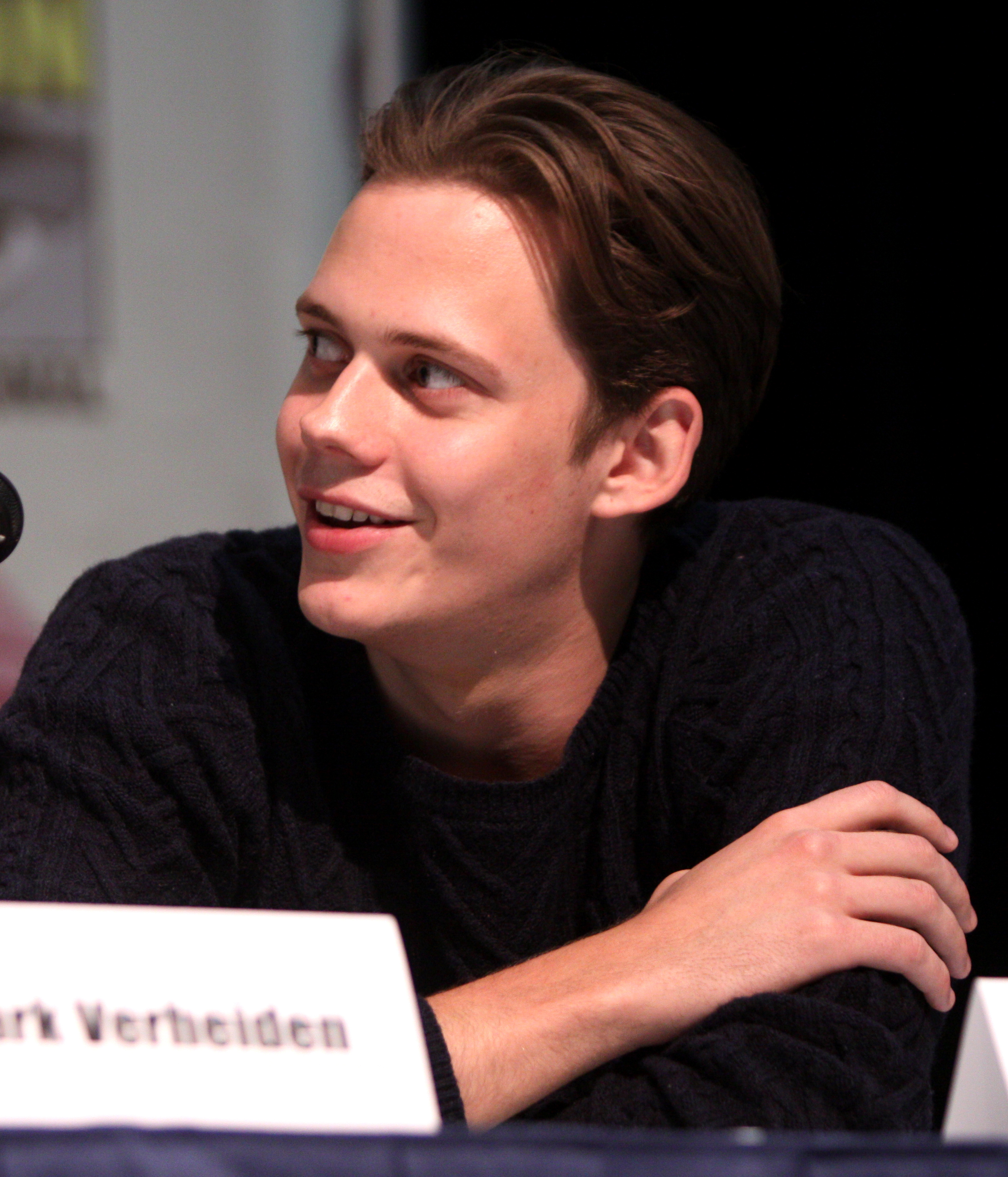
Bill Skarsgård interprète Roman Godfrey.
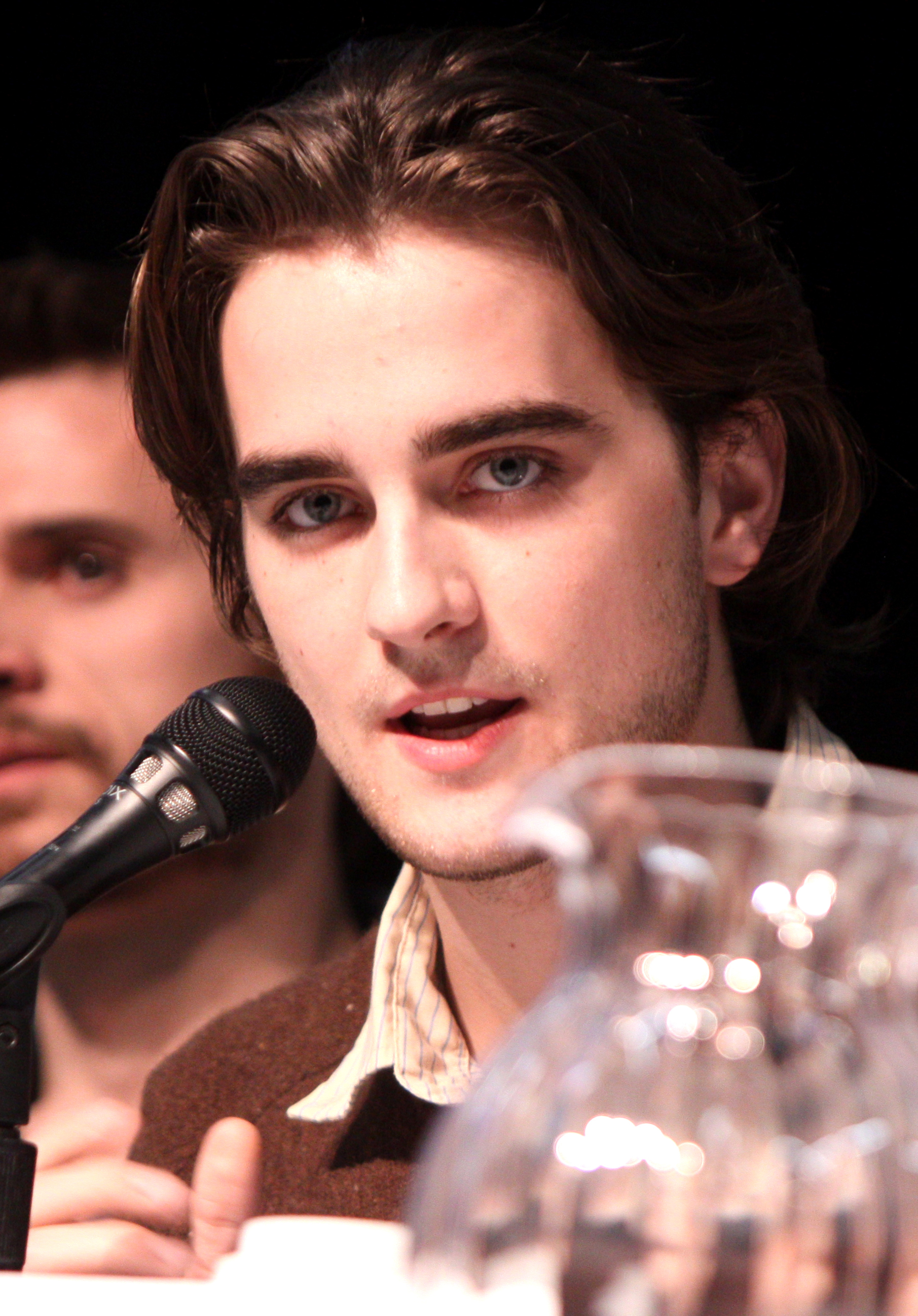
Landon Liboiron interprète Peter Rumancek.
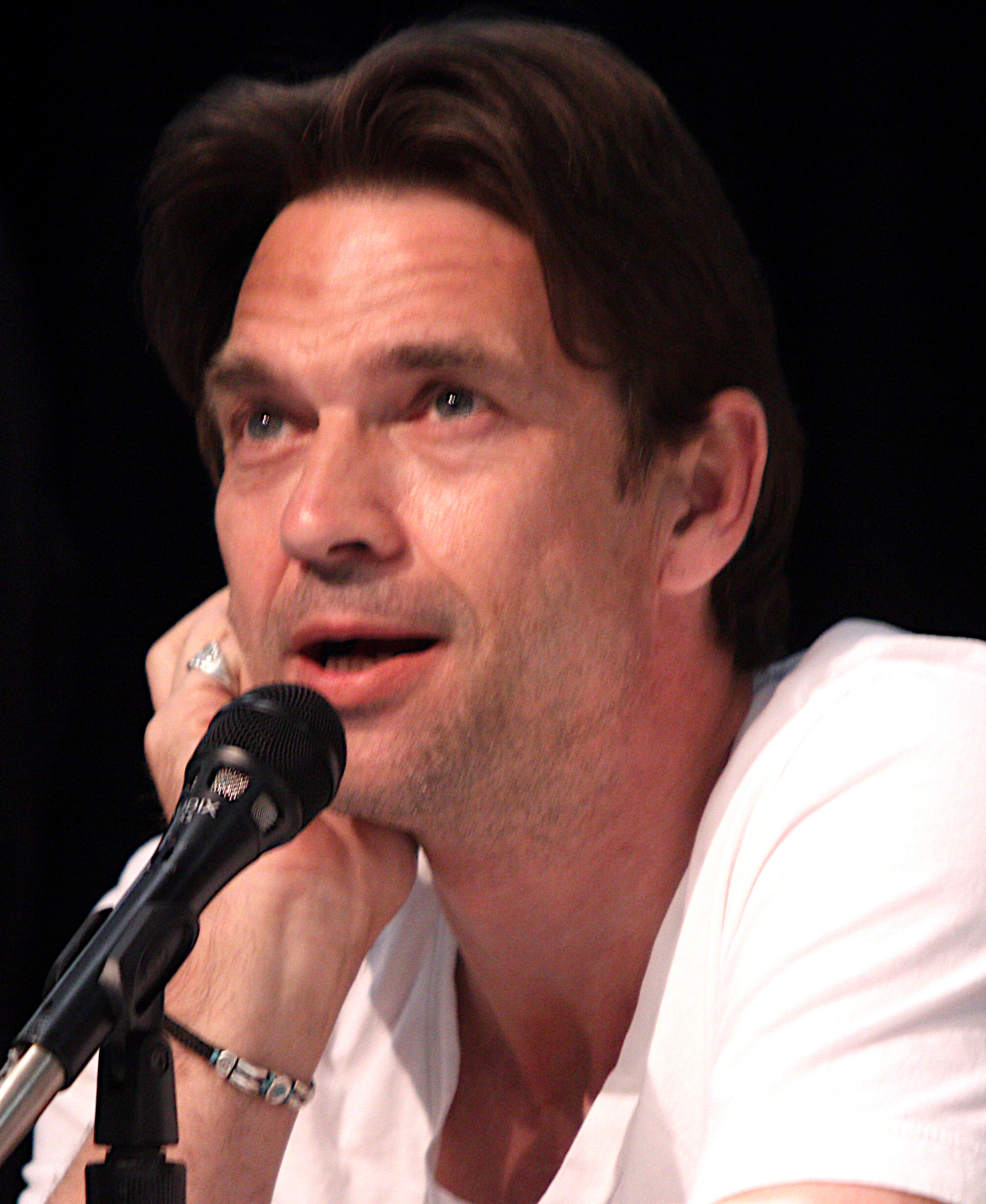
Dougray Scott interprète Dr Norman Godfrey.
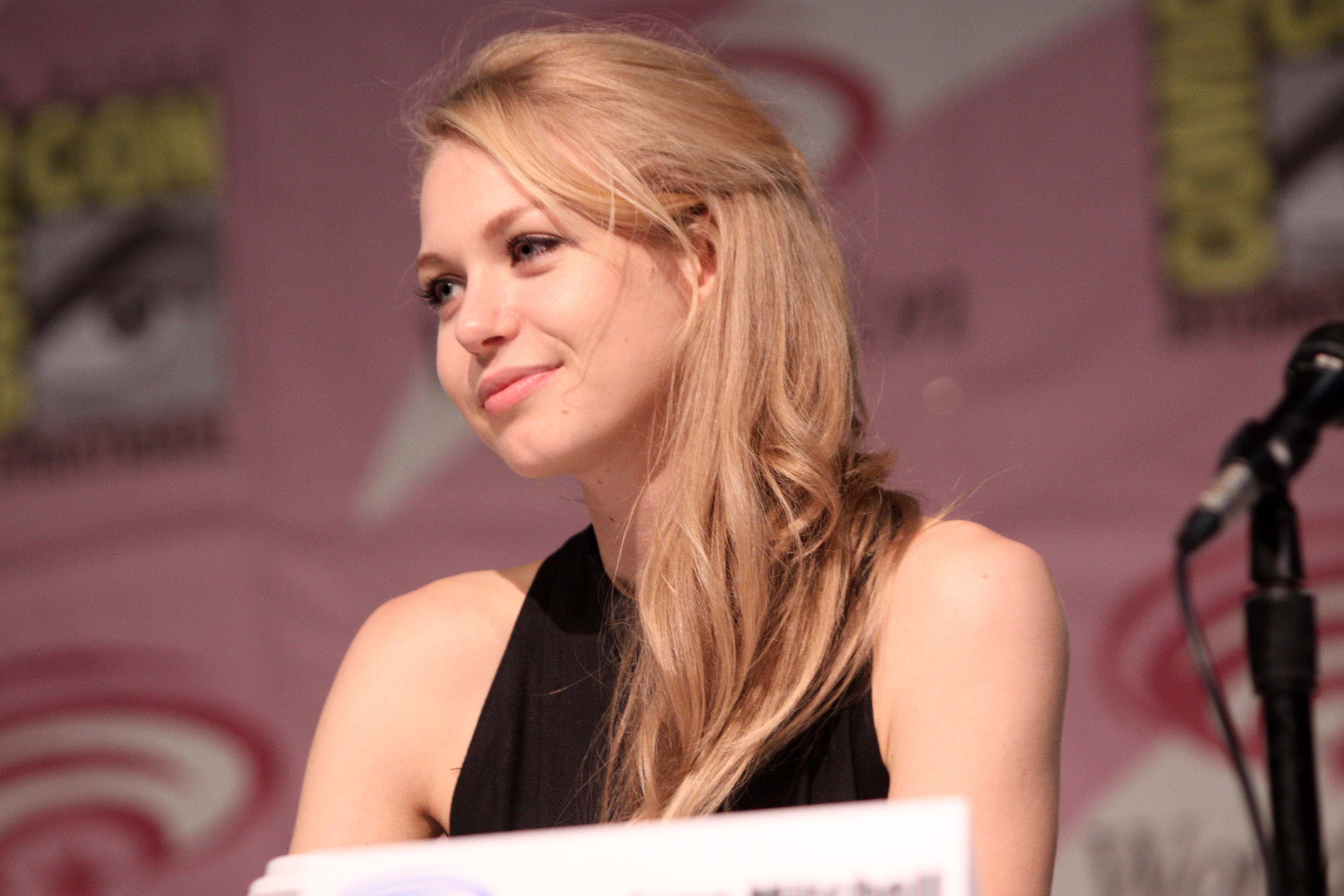
Penelope Mitchell interprète Letha Godfrey.
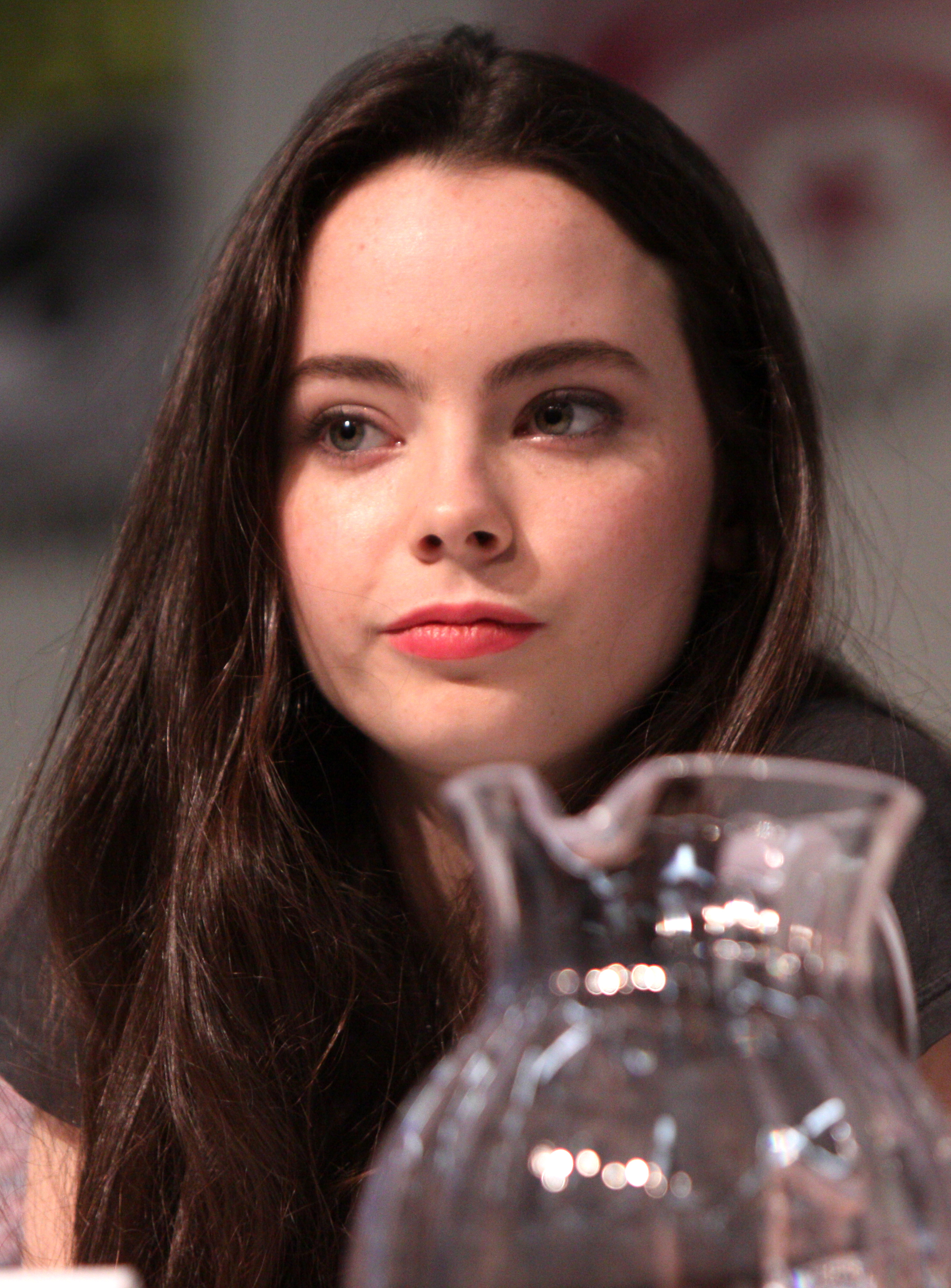
Freya Tingley interprète Christina Wendall.
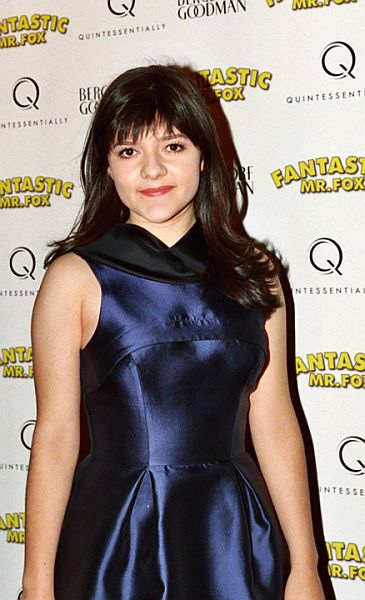
Madeleine Martin interprète Shelley Godfrey.

### Personnages récurrents
| Plusieurs saisons - Lili Taylor (VF : Anne Dolan ; VQ : Valérie Gagné) : Lynda Rumancek (saisons 1-2) - Laurie Fortier (VF : Rafaèle Moutier ; VQ : Manon Arsenault) : Marie Godfrey (saisons 1-2) - Philip Craig (VF : Michel Paulin ; VQ : Vincent Davy) : L'évêque (saisons 1-2) - Demore Barnes (VF : Jean-Baptiste Anoumon ; VQ : Pierre-Yves Cardinal) : Michael Chasseur (saison 2, invité saisons 1-3) - Madeline Brewer (VF : Karine Foviau ; VQ : Mylène Mackay) : Miranda Cates (saison 2, invitée saison 3) - J. C. MacKenzie (en) (VF : Hervé Jolly ; VQ : Jacques Lavallée) : Dr Arnold Spivak (saisons 2-3) - Luke Camilleri (VF : Fabrice Lelyon ; VQ : Éric Bruneau) : Andreas Vasilescu (saisons 2-3) - Adam Rodness (VF : Tristan Petitgirard ; VQ : Christian Perrault) : Trevor (saisons 2-3) | Saison 1 - Aaron Douglas (VF : Lionel Tua ; VQ : Tristan Harvey) : Shérif Tom Sworn - Kandyse McClure (VF : Fily Keita ; VQ : Catherine Proulx-Lemay) : Dr Clémentine Chasseur - Ted Dykstra (VF : Bernard Métraux ; VQ : Frédéric Désager) : Francis Pullman - Eliana Jones (en) (VF : Sophie Froissard ; VQ : Léa Coupal-Soutière) : Alexa Sworn - Emilia McCarthy (VF : Caroline Combes ; VQ : Ludivine Reding) : Alyssa Sworn - Don Francks (VF : Michel Barbey ; VQ : Jean-Luc Montminy) : Nicolae Rumancek - Holly Deveaux (VF : Ludivine Maffren ; VQ : Karine Gonthier-Hyndman) : Jenny Fredericks - Emily Piggford (VQ : Véronique Marchand) : Ashley Valentine |

| Saison 2 - Shauna MacDonald (VF : Katia Tchenko ; VQ : Nathalie Coupal) : Dr Galina Zheleznova-Burdukovskaya - Alexandra Gordon : Prycilla - Madeleine Martin (actrice, 1993) : Shelley Godfrey humanoïde - Mark Walker (VF : Achille Orsoni ; VQ : Denis Roy) : Igor Conway - Lisa Marcos (VF : Barbara Tissier ; VQ : Émilie Josset) : Leticia Padilla - Amanda Smith (VF : Caroline Jacquin ; VQ : Danièle Panneton) : Anna | Saison 3 - Alex Hernandez : Isaac Ocho / Chango - Richard Gunn (VF : Guillaume Lebon) : Aitor Quantic - Michael Therriault (en) : Dr Klaus Blinsky - Mal Dassin (VF : Gilduin Tissier) : Nik - Stephen Farrell : Lazio - Michael Ayres : Skar - Garrett Hnatiuk : Stephan - Mouna Traoré (VF : Stéphanie Hédin) : Ali |

Version française
- Société de doublage : Symphonia Films[3]
- Direction artistique : Laura Préjean et Valérie Siclay[3]
- Adaptation des dialogues : -

Version québécoise
- Direction artistique : Sébastien Reding[4]

Source VF : Doublage Séries Databse et le carton de doublage
 Source et légende : version québécoise (VQ) sur Doublage.qc.ca et Forum du Doublage Québécois

## Développement

### Production
En décembre 2011, il est annoncé que Netflix et Gaumont International Television viennent de signer un contrat pour une commande de treize épisodes pour la série. Il est par la suite annoncé que le producteur exécutif de la série, le réalisateur Eli Roth, réaliserait le premier épisode. Le tournage de la série devait débuter en Pennsylvanie mais la production a préféré se déplacer au studio Cinespace Film Studios à Toronto au Canada. Le tournage a débuté le 13 juillet 2012 dans une petite ville au nord de Toronto, décorée pour ressembler à la ville fictive de Hemlock Grove où prend place la série.
Pour sa première saison, le budget de la série était de 45 millions de dollars.
Le 19 juin 2013, la série a été renouvelée par Netflix pour une deuxième saison de dix épisodes mise en ligne le 11 juillet 2014 aux États-Unis et au Canada.
Le 2 septembre 2014, Netflix a renouvelé la série pour une troisième et dernière saison de dix épisodes. Sous-titré Le chapitre final, cette ultime saison a été mise en ligne le 23 octobre 2015.

### Casting
En mars 2012, Netflix annonce que Famke Janssen et Bill Skarsgård rejoignaient la série pour interpréter deux des personnages principaux.
En avril 2012, il est annoncé que Landon Liboiron interpréterait le personnage de Peter Rumancek. Puis plus tard dans le mois, Penelope Mitchell, Freya Tingley et Dougray Scott rejoignent la série.
En juillet 2012, Lili Taylor et Kandyse McClure sont annoncées comme personnages récurrents suivies par Tiio Horn.
En décembre 2014, l'actrice française Camille de Pazzis rejoint la distribution principale de la série pour la troisième et dernière saison.

## Épisodes

### Première saison (2013)
1. La Constellation de méduses (Jellyfish in the Sky)
2. Un ange (The Angel)
3. L'Ordre du Dragon (The Order of the Dragon)
4. De mauvais goût (In Poor Taste)
5. Salut, mon tout beau (Hello, Handsome)
6. L'Épreuve (The Crucible)
7. La Mesure du désordre (Measure of Disorder)
8. La Catabase (Catabasis)
9. Ce dont Peter peut se passer (What Peter Can Live Without)
10. Ce que Dieu veut (What God Wants)
11. Le Prix à payer (The Price)
12. Les Enfants de la nuit (Children of the Night)
13. La Naissance (Birth)

### Deuxième saison (2014)
1. Pression sanguine (Blood Pressure)
2. Belle Inconnue (Gone Sis)
3. Mauvaise Lune (Luna Rea)
4. Fluides corporels (Bodily Fluids)
5. Rêves prémonitoires (Hemlock Diego's Policy Player's Dream Book)
6. Sale Affaire (Such Dire Stuff)
7. Génération perdue (Lost Generation)
8. La Licorne (Unicorn)
9. Cœur d'acier (Tintypes)
10. Les Démons et l'Étoile du chien (Demons and the Dogstar)

### Troisième saison:Le chapitre final(2015)
1. Un toit provisoire (A Place to Fall)
2. Âmes de glace (Souls on Ice)
3. La Maison dans la forêt (The House in the Woods)
4. Toutes les bêtes (Every Beast)
5. Le Garçon dans le placard (Boy in the Box)
6. Le Pendentif (Pendant)
7. Todos Santos (Todo Santos)
8. La Lune des vers en une nuit funeste (Dire Night on the Worm Moon)
9. Damascus (Damascus)
10. La Chanson de Brian (Brian's Song)

## Accueil
- La première saison a reçu des critiques négatives sur le site agrégateur de critiques Rotten Tomatoes, recueillant 27 % de critiques positives, avec une note moyenne de 4,4/10 sur la base de 15 critiques collectées[20]. Sur Metacritic, elle a reçu des critiques mitigées, avec un score de 45/100 sur la base de 17 critiques collectées[21].

- La deuxième saison a reçu des critiques mitigées sur le site agrégateur de critiques Rotten Tomatoes, recueillant 50 % de critiques positives, avec une note moyenne de 5,9/10 sur la base de 6 critiques collectées[22]. Sur Metacritic, elle a reçu des critiques négatives, avec un score de 37/100 sur la base de 4 critiques collectées[23].

## Sorties DVD et Blu-ray
| Intitulé du coffret                                    | Nombre d'épisodes | Dates de sortie     | Dates de sortie      | Dates de sortie | Nombre de disques                   | Société de distribution                                   |
| Intitulé du coffret                                    | Nombre d'épisodes | États-Unis (Zone 1) | Royaume-Uni (Zone 2) | France (Zone 2) | Nombre de disques                   | Société de distribution                                   |
| ------------------------------------------------------ | ----------------- | ------------------- | -------------------- | --------------- | ----------------------------------- | --------------------------------------------------------- |
| L'intégrale de la première saison                      | 13                | 7 octobre 2014      | 21 avril 2014        | TBA             | 3 (USA) 4 (DVD, UK) 3 (Blu-ray, UK) | Shout! Factory (USA) Kaleidoscope Home Entertainment (UK) |
| L'intégrale de la deuxième saison                      | 10                | TBA                 | 20 avril 2015        | TBA             | 3 (UK)                              | Shout! Factory (USA) Kaleidoscope Home Entertainment (UK) |
| Le chapitre final - L'intégrale de la troisième saison | 10                | TBA                 | TBA                  | TBA             | TBA                                 | Shout! Factory (USA) Kaleidoscope Home Entertainment (UK) |

## Distinctions
| Année | Récompense                | Catégorie                      | Résultat   |
| ----- | ------------------------- | ------------------------------ | ---------- |
| 2013  | Creative Arts Emmy Awards | Meilleure musique de générique | Nomination |
| 2013  | Creative Arts Emmy Awards | Meilleurs effets visuels       | Nomination |